# Gouvernement De Gasperi II
 (septembre 2023).
Si vous disposez d'ouvrages ou d'articles de référence ou si vous connaissez des sites web de qualité traitant du thème abordé ici, merci de compléter l'article en donnant les références utiles à sa vérifiabilité et en les liant à la section « Notes et références ».
République italienne
De Gasperi I De Gasperi III
Le gouvernement De Gasperi II (en italien : Governo De Gasperi II) est le 1er gouvernement de la République italienne entre le 13 juillet 1946 et le 1er février 1947, sous l'Assemblée constituante.

## Historique
Ce gouvernement est dirigé par le président du Conseil des ministres démocrate chrétien sortant Alcide De Gasperi. Il est constitué et soutenu par une coalition d'unité nationale entre la Démocratie chrétienne (DC), le Parti socialiste italien d'unité prolétarienne (PSIUP), le Parti communiste italien (PCI), le Parti républicain italien (PRI) et le Parti libéral italien (PLI). Ensemble, ils disposent de 482 députés sur 556, soit 86,7 % des sièges de l'Assemblée constituante.
Il est formé à la suite des élections constituantes du 2 juin 1946.
Il succède donc au gouvernement De Gasperi I, dernier gouvernement du royaume d'Italie, constitué de la Démocratie chrétienne, du Parti communiste, du Parti socialiste d'unité prolétarienne, du Parti libéral, du Parti d'action (PdA) et du Parti démocrate du travail (PDL).

### Formation
À la suite du référendum des 2 et 3 juin 1946 par lequel les Italiens votent à 55 % pour l'instauration de la République, l'Assemblée constituante élit le 28 juin l'ancien président de la Chambre des députés du Royaume Enrico De Nicola chef provisoire de l'État. Trois jours après, Alcide De Gasperi remet sa démission à ce dernier, qui le charge aussitôt de bâtir un nouvel exécutif.
Le gouvernement De Gasperi II est présenté au chef de l'État puis assermenté le 13 juillet. Il reçoit la confiance des parlementaires 12 jours plus tard par 389 voix pour et 53 contre.

### Succession
Le président du Conseil des ministres remet sa démission au chef provisoire de l'État le 20 janvier 1947, après deux semaines de tensions au cours desquelles le PSIUP a subi une scission ayant donné naissance au Parti socialiste des travailleurs italiens (PSLI) puis le PRI s'est déclaré favorable à son retrait du gouvernement et à la constitution d'un parti commun avec le PSLI. Bien que le PCI y soit défavorable, Alcide De Gasperi provoque une crise ministérielle en présentant son renoncement à Enrico De Nicola.
S'associant avec le PCI et le PSI maintenu, le chef sortant de l'exécutif constitue en deux semaines son troisième gouvernement.

## Composition
| Poste                                                                                      | Titulaire | Titulaire                               | Parti |
| ------------------------------------------------------------------------------------------ | --------- | --------------------------------------- | ----- |
| Président du Conseil des ministres Ministre de l'Afrique italienne Ministre de l'Intérieur |           | Alcide De Gasperi                       | DC    |
| Ministres sans portefeuille                                                                |           |                                         |       |
| Ministre pour la Présidence du Conseil des ministres                                       |           | Cino Macrelli                           | PRI   |
| Ministre pour l'Assemblée constituante                                                     |           | Pietro Nenni (jusqu'au 02/08/1946)      | PSIUP |
| Ministres                                                                                  |           |                                         |       |
| Ministre des Affaires étrangères                                                           |           | Alcide De Gasperi (jusqu'au 18/10/1946) | DC    |
| Ministre des Affaires étrangères                                                           |           | Pietro Nenni                            | PSIUP |
| Ministre des Grâces et de la Justice                                                       |           | Fausto Gullo                            | PCI   |
| Ministre des Finances                                                                      |           | Mauro Scoccimarro                       | PCI   |
| Ministre du Trésor                                                                         |           | Epicarmo Corbino (jusqu'au 18/09/1946)  | PLI   |
| Ministre du Trésor                                                                         |           | Giovanni Battista Bertone               | DC    |
| Ministre de la Guerre                                                                      |           | Cipriano Facchinetti                    | PRI   |
| Ministre de l'Aéronautique                                                                 |           | Mario Cingolani                         | DC    |
| Ministre de la Marine militaire                                                            |           | Giuseppe Micheli                        | DC    |
| Ministre de l'Assistante d'après-guerre                                                    |           | Emilio Sereni                           | PCI   |
| Ministre de l'Industrie et du Commerce                                                     |           | Rodolfo Morandi                         | PSIUP |
| Ministre du Commerce extérieur                                                             |           | Giuseppe Micheli                        | DC    |
| Ministre de l'Agriculture et des Forêts                                                    |           | Antonio Segni                           | DC    |
| Ministre des Travaux publics                                                               |           | Giuseppe Romita                         | PSIUP |
| Ministre du Travail et de la Sécurité sociale                                              |           | Ludovico D'Aragona                      | PSIUP |
| Ministre des Transports                                                                    |           | Giacomo Ferrari                         | PCI   |
| Ministre de la Marine marchande                                                            |           | Salvatore Aldisio                       | DC    |
| Ministre des Postes et des Télécommunications                                              |           | Mario Scelba                            | DC    |
| Ministre de l'Éducation                                                                    |           | Guido Gonella                           | DC    |